# 圭亚那大学
圭亚那大学（法語：Université de Guyane）是法国法属圭亚那的一所公立综合性大学，2014年由安的列斯和圭亚那大学中独立出来。

## 历史
圭亚那原来只有一个从属于安的列斯和圭亚那大学的大学教育中心。从2013年起，圭亚那大学中心的教职工与学生开始争取从安的列斯和圭亚那大学的独立。持续了超过一周的罢工与罢课使大学教学无法继续下去。2013年十月末工会宣布圭亚那大学独立。2014年法国政府颁布的法令承认了大学的独立，拆分為安的列斯大學與圭亞那大學。

## 院系设置
- 文学、语言、社会科学学院
- 法律、经济学院
- 科学技术学院
- 医学院
- 库鲁大学技术学院
- 高等教育教师学院

## 校区
- 卡宴圭亚那大学中心（特鲁比朗）
- 库鲁（大学技术学院）